# Rudolf Reutlinger
Rudolf Reutlinger (1921 - 18 januari 2004), was een Zwitsers politicus.
Reutlinger was lid van de Vrijzinnig Democratische Partij van Appenzell Ausserrhoden (FDP A.Rh.; de afdeling van de federale Vrijzinnig Democratische Partij in het kanton Appenzell Ausserrhoden). Hij was ook lid van de Regeringsraad van het kanton Appenzell Ausserrhoden.
Reutlinger was van 1981 tot 1984 Regierend Landammann, dat wil zeggen: regeringsleider) van Appenzell Ausserrhoden.